# Basarakod, Ron
Basarakod là một làng thuộc tehsil Ron, huyện Gadag, bang Karnataka, Ấn Độ.